# Khorobritsi
Khorobritsi (en rus: Хоробрицы) és un poble de l'óblast de Vladímir, a Rússia, segons el cens del 2012 tenia 50 habitants. Pertany al districte municipal de Múrom.